# Під дахами Монмартра
«Під дахами Монмартра» (рос. «Под крышами Монмартра») — радянський двосерійний художній фільм-оперета, поставлений режисером Володимиром Горіккером у 1975 році. Телефільм є екранізацією оперети Імре Кальмана «Фіалка Монмартру».

## Сюжет
Опинившись без даху над головою і в боргах, продавчиня квітів Віолетта отримує допомогу від трьох друзів — художника, музиканта і поета. Незабаром чарівна Віолетта стає зіркою — фіалкою Монмартру…

## У ролях
- Євгенія Симонова —  Віолетта Шевальє
- Валентина Смелкова —  Нінон
- Олександр Кайдановський —  Рауль, художник
- Ігор Старигін —  Марсель, композитор
- Володимир Носик —  Анрі, поет
- Людмила Касаткіна —  Марцеліна Арно
- Володимир Басов —  Фраскатті, Міністр витончених мистецтв
- Олег Анофриев —  Франсуа
- Георгій Георгіу —  Бруяр, директор театру
- Григорій Шпігель —  Паріджі, господар ресторану
- Олександр Бєлявський —  Ренар, секретар Міністра витончених мистецтв
- Еммануїл Геллер —  Сценаріус, помреж
- Валентин Брилєєв —  консьєрж

## Знімальна група
- Сценарій:
  -  Володимир Горіккер
  -  Генріх Рябкин
- Режисер-постановник:  Володимир Горіккер
- Оператор-постановник:  Петро Терпсихоров
- Художники:
  -  Олександр Бойм
  -  Сергій Воронков
- Аранжування:  Георгій Фіртіч
- Диригент державного симфонічного оркестру кінематографії:  Юрій Силантьєв
- Хормейстер:  Ігор Агафонников